# Geely GX9
La Geely GX9 è un'autovettura di tipo SUV prodotta dalla casa automobilistica cinese Geely dal 2014 al 2017.

## Storia
Lo sviluppo della grande SUV a marchio Geely partì nel 2007 in contemporanea con l’altro SUV compatto che la casa aveva in programma e che poi diventerà la Geely GX7. Dalla sorella minore ne erediterà lo stesso telaio di base a trazione anteriore e numerosi componenti meccanici. La differenza era l’abitacolo a sette posti in modo da poterla posizionare più in alto in termini di prezzi.
Dopo tre anni di sviluppo nell’aprile del 2010 debutta al Salone di Pechino il modello sotto forma di prototipo semi definitivo ribattezzato Emgrand EX8, lunga 4,839 metri, larga 1,880 metri e alta 1,715 metri con un passo di 2,80 metri. Esteticamente richiama il prototipo, nonché sorella minore, Emgrand EX7 che era stato esposto nel dicembre dell’anno precedente. 
Tuttavia a causa di problemi finanziari lo sviluppo venne rimandato e il progetto proseguì a rilento. Nel fine 2011 la casa dichiarò che le vendite sarebbero partite nel corso del 2012 con il brand Emgrand tuttavia il debutto della versione definitiva avviene al salone di Pechino nell'aprile del 2014 e la produzione parte solo nell’estate dello stesso anno; la vettura infatti subì alcune modifiche estetiche mentre gli interni vennero totalmente ridisegnati e modernizzati.
Il nome scelto non fu Emgrand EX8 ma Geely GX9 in quanto la casa cinese aveva dismesso nel 2014 i propri brand GLEalgle, Emgrand ed Englon e la correlata rete di vendita venne unificata sotto l’unico marchio Geely. Di conseguenza anche la sorella minore divenne Geely GX7.
La GX9 viene posta in vendita in Cina nell'ottobre del 2014 e viene prodotta nello stabilimento di Chengdu. È leggermente più grande rispetto al prototipo e possiede una lunghezza di 4,844 metri, una larghezza di 1,884 e una altezza pari a 1,762 metri con il passo di 2,804 metri.
L’abitacolo è a cinque posti con optional altri due posti nel vano bagagli ripiegabili.
Esteticamente possiede un design simile alla GX7 con l’andamento della vetratura nella fiancata che risale verso l’alto, passaruota bombati e fanali posteriori verticali. Anche l’interno presenta la stessa plancia della GX7. La dotazione di sicurezza includeva sette airbag, ABS con EBD, controllo di stabilità e di trazione.
Il motore è il 2.4 litri benzina di origine Mitsubishi (sigla 4G64 della famiglia Sirius): si tratta di un quattro cilindri 16 valvole con iniezione multipoint erogante 163 cavalli e 210 Nm di coppia massima abbinato ad un cambio manuale a cinque rapporti o automatico sequenziale a sei rapporti della SKF.
Nei crash test svolti dalla C-NCAP nel 2015 la vettura ha ricevuto un punteggio di 5 stelle.
Le vendite furono deludenti e dopo nemmeno tre anni la vettura esce di produzione nel febbraio del 2017 senza nessuna erede diretta. Soltanto nel 2020 Geely presenterà una nuova SUV di grandi dimensioni a sette posti che ne raccoglierà l’eredità: la Geely Haoyue.